# Lonicera pilosa
Lonicera pilosa är en kaprifolväxtart som beskrevs av Carl Ludwig von Willdenow och Carl Sigismund Kunth. Lonicera pilosa ingår i släktet tryar, och familjen kaprifolväxter. Inga underarter finns listade i Catalogue of Life.